# Apareiodon vittatus
Apareiodon vittatus är en fiskart som beskrevs av Garavello, 1977. Apareiodon vittatus ingår i släktet Apareiodon och familjen Parodontidae. Inga underarter finns listade i Catalogue of Life.